# تیت وین کوانگ
تیت وین کوانگ (انگلیسی: Thích Huyền Quang; ۱۹ سپتامبر ۱۹۱۹ – ۵ ژوئیهٔ ۲۰۰۸) فعال حقوق بشر، بودایی، اهل ویتنام، اپوزیسیون دولت و فعال بود.
وی همچنین برندهٔ جوایزی همچون جایزه هومو هومینی شده‌است.

## فعالیت‌ها
در سال ۱۹۷۷، او اسقف کلیسای بودایی متحد ویتنام بود که در حال حاضر یک سازمان ممنوعه در کشور خود می‌باشد. او به خاطر فعالیت‌های حقوق بشری و مذهبی‌اش در ویتنام سرشناس بود. کوانگ نوشته‌است که در زمان فان ون دانگ نخست‌وزیر ویتنام شمارش اعمال ظلم و ستم توسط رژیم کمونیستی از حد گذشته بود. به خاطر فعالیت‌هایش او و پنج راهب ارشد دیگر دستگیر و بازداشت شدند. وی در سال ۱۹۸۲ پس از اینکه اعلام تأسیس دولت بودایی در ویتنام را محکوم کرد، دستگیر و به خاطر مخالفت با سیاست دولت بازداشت شد. در سال ۲۰۰۲، او به خاطر فعالیت‌های حقوق بشری‌اش جایزه هومو هومینی را از گروه چک مردم در نیازمند (جمهوری چک) به‌طور مشترک با تیک کوانگ دو و تادئوس وین وان لی را دریافت کردند.